# 朝鲜侧褶蛙
朝鲜侧褶蛙（学名：Pelophylax chosenicus），一种分布于朝鲜半岛及中国辽宁省等地区两栖动物，隶属于蛙科侧褶蛙属。模式产地为韩国首尔。

## 分类地位
朝鲜侧褶蛙与金线侧褶蛙（Pelophylax plancyi）亲缘关系较近，曾被视为金线侧褶蛙的亚种。1983年日本学者倉本満（Mitsuru Kuramoto）根据繁殖生物资料等将其定为一个独立的种，并逐步被学术界所接受。